# Feminisme radical transexcloent
|  | No s'ha de confondre amb Teoria feminista radical. |

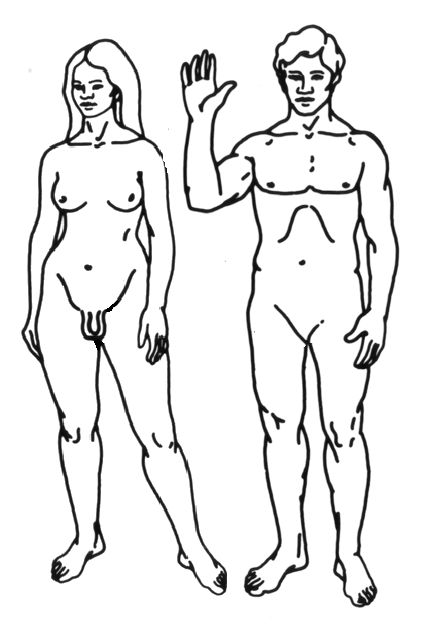
Segons el concepte FRTE, les persones transgènere que van néixer amb genitals masculins no són dones.

El feminisme radical transexcloent o FRTE (TERF, segons les seves sigles en anglès) o terfisme fa referència a les persones que exclouen les dones trans del moviment feminista perquè no les consideren pas dones, siga d'una perspectiva determinista o essencialista. S'oposen, entre d'altres, a compartir espais assignats exclusivament a dones, com ara els vestidors femenins, amb dones trans.
Les persones qualificades com a FRTE normalment rebutgen aquest terme i el solen considerar un terme pejoratiu o directament un insult. Per això certs sectors s'identifiquen com a «crítiques de gènere». Els sectors opositors a les FRTE critiquen que aquest corrent faça apologia d'estereotips sexistes relacionats amb el sexe, la identitat de gènere i la transfòbia.
En diversos països, grups feministes transexcloents s'han aliat o col·laboren activament amb l'extrema dreta i organitzacions anti-feministes.

## Història
La bloguera feminista trans-inclusiva Viv-Smythe fou qui popularitzà el terme l'any 2008. Feu servir aquest terme per descriure una minoritat de feministes que defensaven sentiments considerats trànsfobs, inclosos el rebuig a les dones trans i l'oposició als drets de les persones transsexuals.
En el seu blog, The TransAdvocate, Cristan Williams definí el terme com «un nou corrent 'feminista' radical que és profundament arrelat en els postulats de l'essencialisme de gènere i en el determinisme biològic que lluita de manera activa contra l'existència, la igualtat i la inclusió de les persones trans».

En una entrevista del 2014 amb The TransAdvocate, Smythe digué:
| « | El terme estava pensat expressament per ser una descripció neutral d'un grup d'activistes. Volíem distingir les FRTEs d'altres grups feministes radicals que eren trans positius/neutrals, perquè teníem una història d'involucrar-nos positivament amb el moviment feminista radical. | » |

Mentre Smythe inicialment usà el terme TERF (de l'anglès Trans-Exclusionary Radical Feminist) per referir-se a una mena particular de feminista que està «poc disposada a reconèixer les dones trans com a germanes», aquesta denominació ha pres connotacions addicionals i ha estat emprada com a arma per ambdues faccions, els grups inclusius i els grups excloents.
En un article al The New York Times en el 2019, la teòrica feminista Sophie Lewis esmentà que el terme TERF era esdevingut una atracció per a totes aquelles feministes anti-transgènere, independentment de si eren radicals o no. Edie Miller, escrivint al The Outline, digué que la majoria de persones trans-excloents segueixen una lògica FRTE.

## Oposició al mot
Les persones qualificades com a FRTE normalment rebutgen el terme i se solen referir a elles mateixes com a «crítiques de gènere». Qualques persones qualificades com a FRTE diuen que no poden ésser qualificades com a trans-excloents car inclouen els homes trans. Diversos crítics amb el moviment FRTE han proclamat que aquest raonament és divisiu i contradictori i que representa una ideologia transmisogínica.
En un article al 2015, Bonnie J. Morris argumentà que el feminisme radical transexcloent era inicialment un concepte analític legítim però que ràpidament desenvolupà un significat difamatori. A més descrigué el mot com «un emblema de les tensions no resoltes entre la T (de trans) i la L (de lesbiana) de la nostra comunitat LGBTI» i féu una crida a deixar d'utilitzar el terme.
Altres autores com Catherine Bennett o Claire Heuchan han descrit el mot com «una eina d'assetjament», o que ha estat emprada per deshumanitzar altres dones i justificar la violència contra les FRTEs.

## Ús del terme com a insult
Les persones qualificades com a feministes radicals transexcloents en critiquen l'ús com a insult o com a discurs d'odi. Revistes com The Economist recomanen d'evitar insults, comprès el terme FRTE.
L'activista transgènere Rachel McKinnon defèn que aquest terme no és pas un insult. McKinnon argumenta que pel simple fet de fer servir un terme per denigrar un grup de dones no fa que dit terme siga directament un insult.
L'agost de 2018 un grup de filòsofs escrigueren al web Daily News que articles publicats per McKinnon i Jason Stanley en el Journal of philosophy and Phenomenological Research, normalitzaven l'ús de tal terme. A més escrigueren que era «en el pitjor dels casos un insult i en el millor dels casos una derrogació», i argumentaren que el terme havia estat emprat com a denigrant contra aquells «que discrepen amb la narrativa dominant en els afers trans». En resposta, Ernest Sosa, l'editor en cap de la revista, declarà que el terme "podria evolucionar per esdevenir un insult", però que l'ús com a terme denigrant en qualques contexts era encara «compatible amb tenir un significat descriptiu».
En un article publicat el 2020, els lingüistes Christopher Davis i Elin McCready van argumentar que hi ha tres propietats que fan d'un terme un insult: ha d'ésser un terme denigrant devers un grup particular, s'ha d'haver usat per subordinar-lo dins d'una estructura de relacions de poder (grup opressor-grup oprimit), i el grup denigrat ha d'haver estat definit per una propietat intrínseca. Per a Davis i McCready, el terme FRTE satisfà la primera condició, però hi falla la tercera condició, i consideren que la segona condició és controvertida, car depèn de com cada grup es vegi a si mateix en relació a l'altre grup.